# Partido Alemán
El Partido Alemán (en alemán: Deutsche Partei, DP) fue un partido político nacional-conservador en Alemania Occidental durante los años de la posguerra.

## Historia

### Fundación
En 1945, el Niedersächsische Landespartei (NLP) fue fundado como una recreación del antiguo Deutsch-Hannoversche Partei, que había participado activamente en el período comprendido entre la creación del Imperio Alemán y la llegada al poder del régimen nazi. Hubo dos sectores que iniciaron el proceso, uno en torno a Ludwig Alpers y Heinrich Hellwege en Stade, y el otro alrededor de Georg Ludewig, Karl Biester, Wolfgang Kwiecinski y Arthur Menge en Hannover. El 23 de mayo de 1946 Heinrich Hellwege fue elegido formalmente como presidente del NLP. El principal objetivo del NLP fue el restablecimiento del estado de Baja Sajonia dentro de la Alemania federal, así como la representación del conservadurismo cristiano.
En 1947, luego del establecimiento del estado de Baja Sajonia, el partido adoptó el nombre de "Partido Alemán". Pronto se extendió a los estados vecinos, bajo la presidencia de Heinrich Hellwege. Ganó 27 escaños (17,7 % de los votos) en la primera elección estatal de Baja Sajonia. Heinrich Hellwege llegó a ocupar incluso el cargo de ministro-presidente de este estado federado entre 1955 y 1959, pese a que el Partido Alemán nunca obtuvo el primer puesto en alguna elección.

### Coalición con otras fuerzas
En las elecciones federales de 1949 el partido recibió el 4 % de los votos y ganó 18 escaños. Como resultado, se convirtió en socio de la coalición de los democratacristianos (CDU), la Unión Social Cristiana de Baviera (CSU) y los demócratas libres (FDP) en el Gobierno encabezado por Konrad Adenauer. La votación del DP cayó al 3,3 %, con 15 escaños en las elecciones federales de 1953, aunque el DP continuó en la coalición de gobierno; en las elecciones de 1957 el partido volvió a subir a 17 escaños, obteniendo un 3,4 % de los votos. Esta recuperación se debió a la incorporación de una nueva corriente política: el Freie Volkspartei (FVP) había sido creado en 1956 por Franz Blücher, Fritz Neumayer y otros políticos liberales que habían abandonado el FDP, aunque duró poco tiempo, ya que al año siguiente el FVP se fusionó en el Partido Alemán, hecho que posiblemente contribuyó al ligero aumento en la votación del DP en las elecciones de 1957.

### Ocaso y desaparición
El Partido Alemán fue fundamental en el establecimiento de la cláusula del cinco por ciento para todos los partidos que participaban en las elecciones federales, algo que luego causaría no pocos problemas al DP cuando la CDU se negó a permitir que los candidatos del Partido Alemán pudieran postularse sin límites (en las últimas dos elecciones, el DP había dependido de sus mandatos directos y la cláusula del mandato básico para obtener representación), con el propósito de asegurar un número razonable de escaños directos y evitar lo sucedido en las elecciones de 1957. Anticipando una posible eliminación del DP del Bundestag en la próxima elección, nueve de sus diecisiete parlamentarios titulares dejaron el partido para unirse a la CDU. Como resultado, el Partido Alemán salió del Gobierno en 1960, un año antes de los siguientes comicios federales, y se fusionó con el Bloque Pangermánico/Liga de los Expulsados y Privados de Derechos (GB/BHE) para a su vez formar el Gesamtdeutsche Partei (GDP) en 1961.
Un sector del partido no estuvo de acuerdo con la fusión, por lo que se escindió para formar un partido con el mismo nombre en el mismo año.
Debido al resultado obtenido en las elecciones federales de 1961 (el 2,8 %), el GDP no obtuvo representación en el Parlamento federal (Bundestag). El nuevo DP fundado en 1961 sí logró entrar en un parlamento estatal cuando obtuvo cuatro parlamentarios en las elecciones estatales de Bremen de 1963. Un año más tarde, sin embargo, estos diputados participaron en la fundación del Partido Nacionaldemócrata de Alemania (NPD).

## Resultados electorales

### Elecciones federales
| Año  | # de votos directos | # de votos por lista | % de votos por lista | # de escaños obtenidos | +/– | Gobierno                           |
| ---- | ------------------- | -------------------- | -------------------- | ---------------------- | --- | ---------------------------------- |
| 1949 |                     | 939.934 (#6)         | 3,96                 | 17/402                 |     | Gobierno con CDU/CSU y FDP         |
| 1953 | 1.073.031 (#5)      | 896.128 (#5)         | 3,25                 | 15/509                 | 2   | Gobierno con CDU/CSU, FDP y GB-BHE |
| 1957 | 1.062.293 (#5)      | 1.007.282 (#5)       | 3,37                 | 17/519                 | 2   | Gobierno con CDU/CSU               |